# Marie Anna von Trippenbach
Marie Anna von Trippenbach - Cyrany z Bolleshausu - Hellinger (narozená asi 1720 - zemřelá 3. května 1777 ve věku 57 let - Chrudim), byla česká šlechtična.

## Život
- Otec -  František Antonín von Trippenbach - bratranec Jana Antonína von Trippenbacha (1699 - 1741), Regent Chlumeckého panství (1721-1734).
- Matka - Zuzana von Trippenbach (rozená Simonová).

- Bratr - František Ferdinand von Trippenbach.

První manželství uzavřela Marie Anna s ovdovělým Romediem Václavem Cyránym z Bolleshausu. Sňatek se konal v Kutné Hoře 26. července 1746. Z manželství se narodila dcera Anna Barbora Antonie Cyrany z Bolleshausu. Narozená je v Hroubovicích na Chrudimsku a pokřtěná v Luži 27. května 1748 . Statek Hroubovice na Chrudimsku v té době Romedius Václav Cyrány z Bolleshausu vlastnil. (Uvedeno v knize rodu Chocenských)
V roce 1760 Marie Anna ovdověla. Nicméně Romedius Václav Cyrány z Bolleshausu na ni samotnou a na svou dceru Annu Barboru Antonii Cyrany Bolleshausu pamatoval v závěti a tak se stala spolu se svou dcerou a nevlastním synem Václavem Cyránym z Bolleshausu majitelkou Dvora v Odpolní čtvrti a Dvora Neuperského. (uvedeno v zemských deskách)
Druhé manželství uzavřela Marie Anna s Jindřichem z Hellingeru (Heinrich Hillinger) a to 16. října 1765 v Chrudimi. Jindřich z Hellingeru byl v té době hejtmanem pluku č.15 Pallavicini (Pěší pluk císařsko-habsburské armády). S Jindřichem žila až do své smrti 3. května 1777 v Chrudimi. (uvedeno v knize rodu Chocenských)
Její dcera Anna Barbora Antonie Cyrany z Bolleshausu se provdala v Chrudimi za Benigniho (Benini) hejtmana pluku č.15 Fabris (Pěší pluk císařsko-habsburské armády). Tedy hejtmana stejného pluku, u kterého sloužil její nevlastní otec. Po smrti své matky získala dvě třetiny Dvora v Odpolní čtvrti a Dvora Neuperského, závěť je sepsaná dne 30. dubna 1777. Dvůr Neuperský vlastnila až do 24. září 1797, kdy jej prodala.